# Магдалена Георгієва
Магдалена Стоянова Георгієва (болг. Магдалена Стоянова Георгиева); нар. 7 грудня 1962, Брестовиця) — болгарська спортсменка, академічна веслувальниця, бронзова призерка Олімпійських ігор 1988 в одиночках, чемпіонка і призерка чемпіонатів світу з академічного веслування.

## Спортивна кар'єра
Магдалена Георгієва займалася веслуванням у клубі «Тракія» (Пловдив).
Розглядалася в числі кандидатів на участь в Олімпійських іграх 1984, але Болгарія разом з декількома іншими країнами соціалістичного табору бойкотувала ці змагання через політичні причини. Георгієва виступила в альтернативній регаті Дружба-84, де завоювала бронзову нагороду в одиночках.
На чемпіонаті світу 1985 року Георгієва з Віолетою Ніновою зайняла третє місце в двійках парних. На чемпіонаті світу 1986 року зайняла друге місце в одиночках.
1987 року на чемпіонаті світу в Копенгагені Георгієва стала чемпіонкою в одиночках.
На Олімпійських іграх 1988 Магдалена Георгієва фінішувала третьою в одиночках, здобувши бронзову нагороду.
На чемпіонаті світу 1989 року Георгієва виступала в фіналі змагань двійок парних та четвірок парних і в обох, фінішувавши третьою, отримала бронзу.
На чемпіонаті світу 1990 року Георгієва виступала в фіналі змагань двійок парних та четвірок парних і в обох фінішувала шостою.